# 増田勝美
増田 勝美（ますだ かつみ）は、元競馬実況アナウンサー。

## 経歴
明治大学法学部在学中から大井競馬場で警備のアルバイトをしていたが、卒業後の1956年に竹脇昌作が社長を務める耳目社へ入社。南関東4場・新潟県競馬（2001年廃止）・金沢のレース実況を1958年から2005年3月まで担当し、副社長も務めた。高崎・札幌・上山・旭川でも実況経験があり、数々の大レースをアナウンス。佐々木竹見の東京ダービー初制覇（1965年）や年間505勝達成（1966年）を伝えたほか、ホクトベガが走った南関東のレースも7レース中4レースを担当し、第1回のJBCクラシックも実況。

## 主な実況歴

### 南関東4場
- 川崎記念（1995年～1997年）
- 京浜盃（1992年）
- 黒潮盃（1979年[2]、1991年、1996年）
- マイルグランプリ（1996年）
- アラブダービー（1996年）
- 桜花賞（1989年）
- 帝王賞（1986年～1988年、1990年、1994年～1996年、2001年）
- 羽田盃（1985年、1989年、1990年、1995年〜1997年）
- 東京ダービー（1965年、1989年、1995年、1996年）
- ジャパンダートダービー（2000年）
- エンプレス杯（2000年）
- スパーキングレディーカップ（2001年）
- ワード賞（1994年）
- アフター5スター賞（1994年）
- さきたま杯（1997年）
- NTV盃（1996年）
- 東京盃（1994年、1996年、2000年）
- スーパーダートダービー（1996年）
- グランドチャンピオン2000（1990年、1994年、1996年、1998年）
- JBCクラシック（2001年）
- 全日本アラブ大賞典（1984年、1987年、1993年、1995年、1996年）
- 東京王冠賞（1991年、1995年）
- 浦和記念（1993年、1996年）
- 全日本3歳優駿→全日本2歳優駿（1998年、2001年）
- 東京大賞典（1986年、1988年〜1991年、1994年、1995年、2001年）
- 東京3歳優駿牝馬（1995年）

### 新潟県競馬
- 新潟ダービー（1987年）
- 新潟平成カップ（1991年、1993年）
- 東北ダービー（1997年）
- 東北サラブレッド大賞典（1993年）
- 新潟グランプリ（1991年、1992年、1997年）

### 金沢競馬
- 石川テレビ杯（2002年）
- MRO金賞（1999年）
- サラブレッドチャレンジカップ（1997年、1999年）
- 白山大賞典（1996年、1999年、2001年）

### 高崎競馬
- 開設記念（1983年）

## 出演番組
- 大井競馬中継（テレビ神奈川）
- 地方競馬マンスリー（千葉テレビ放送、1996年5月14日）